# 유재웅
유재웅(俞在雄, 1979년 5월 20일 ~ )은 전 KBO 리그 두산 베어스, SK 와이번스의 외야수이다.

## 출신학교
- 서울길동초등학교
- 건국대학교 사범대학 부속중학교
- 휘문고등학교
- 건국대학교 (1998학번)

## 아마추어 시절
서울길동초등학교와 건국대학교 사범대학 부속중학교을 거쳐 휘문고등학교에 입학한다. 휘문고 재학 당시 OB 베어스의 고졸 우선 지명을 받았다. 이후 건국대학교 체육교육학과 (1998학번)에 진학한다.

## 두산 베어스시절
건국대학교 체육교육학과를 졸업하고 2002년에 입단했다. 타이론 우즈에 버금가는 장타력을 선보이며, 유망주로 밝은 미래를 보장받고 있었으나 2002년 8월 9일 오전, 유재웅은 송원국의 승용차를 타고 서울종합운동장 야구장으로 가다 올림픽대로에서 차가 뒤집히는 사고를 당했다. 이때 송원국은 차에 끼어 왼쪽 무릎 인대를 다쳐 이후 독일로 출국해 인대 접합 수술을 받았고, 2년이 넘는 재활 훈련을 하였으나, 재활에 실패하여 은퇴하였다. 이에 대해서는 확인되지 않은 몇가지 의혹이 있으며, 교통사고의 책임이 유재웅에게 있다는 설도 있다. 유재웅은 그때 타박상과 찰과상을 입었다. 2008년 4월 19일 잠실 SK전에서 7회말 양 팀의 분위기가 격해지자 SK 투수 김준이 유재웅에게 빈볼성 투구를 던져 큰 싸움이 일어나는 듯했지만, 유재웅이 손을 들어 덕아웃을 진정시키며 "나는 괜찮다"라는 의사를 표현해 불상사를 막을 수 있었다. 하지만 정작 김준은 데뷔 첫 등판 경기에서 퇴장을 당하고 만다. 결국 이 날 경기에서 2타수 1안타 2타점으로 인상적인 활약을 펼친 유재웅은 대인배라는 뜻의 '유대인'이라는 별명을 갖게 된다. 또한 그 해 9월 19일 2위 싸움이 치열하게 진행되던 롯데 자이언츠와의 사직 3연전 1차전에서 5:3으로 팀이 역전당한 9회초 무사 1루에서 동점 홈런을 때려 내며 팀을 승리로 이끄는 활약도 하게 된다. 하지만 2010년 9월 14일 군산 KIA전에서는 9회초 마지막 공격 2-3으로 리드당하고 있던중 마지막 동점 찬스에서 민병헌의 적시타 때 발목에 통증을 느끼며 홈으로 쇄도하던 중 아웃되어 마지막 역전 기회를 무산시키게 된다. 이후 문책성 2군행을 당하는 일도 겪게 된다.

## SK 와이번스시절
2011년 11월 22일 국내 처음으로 실시된 2차 드래프트를 통해 SK 와이번스로 이적하게 되었다. 하지만 1군 9경기에만 출장하여 타율 .154(13타수 2안타) 1타점에 그쳤다. 2군에서도 17경기에서 타율 .250 7타점만을 기록하며 별 활약을 보여 주지 못한 채 시즌 후 임의탈퇴되었다. 그리고 현역에서 은퇴했다. 현재는 스포츠제국이라는 회사에서 일하고 있다. KT의 IPTV 두산 베어스 해설가로도 활동 중이다.

## 통산기록
| 년도 | 팀    | 타율  | 경기수 | 타수 | 안타 | 2루타 | 3루타 | 홈런 | 타점 | 득점 | 도루 | 도루 실패 | 4사구 | 삼진 | 병살타 | 희생타 | 출루율 | 장타율 | 비고                                |
| ---- | ----- | ----- | ------ | ---- | ---- | ----- | ----- | ---- | ---- | ---- | ---- | --------- | ----- | ---- | ------ | ------ | ------ | ------ | ----------------------------------- |
| 2002 | 두산  | 0.211 | 52     | 57   | 12   | 1     | 0     | 1    | 5    | 3    | 0    | 0         | 4     | 21   | 1      | 0      | 0.262  | 0.281  |                                     |
| 2004 | 두산  | 0.222 | 76     | 153  | 34   | 12    | 1     | 5    | 16   | 20   | 1    | 2         | 19    | 45   | 1      | 0      | 0.308  | 0.412  |                                     |
| 2007 | 두산  | 0.182 | 20     | 33   | 6    | 1     | 0     | 0    | 2    | 0    | 0    | 0         | 4     | 11   | 1      | 0      | 0.270  | 0.212  |                                     |
| 2008 | 두산  | 0.276 | 104    | 261  | 72   | 10    | 0     | 4    | 32   | 24   | 1    | 4         | 27    | 49   | 7      | 5      | 0.339  | 0.360  | 대타 타율 4할5푼8리 (24타수 11안타) |
| 2009 | 두산  | 0.254 | 66     | 126  | 32   | 11    | 0     | 4    | 14   | 16   | 0    | 0         | 18    | 33   | 3      | 0      | 0.347  | 0.437  |                                     |
| 2010 | 두산  | 0.258 | 53     | 97   | 25   | 6     | 0     | 7    | 25   | 17   | 0    | 0         | 7     | 27   | 0      | 1      | 0.308  | 0.536  |                                     |
| 2011 | 두산  | 0.154 | 12     | 13   | 2    | 1     | 0     | 0    | 0    | 3    | 0    | 0         | 3     | 5    | 3      | 0      | 0.313  | 0.231  |                                     |
| 통산 | 7시즌 | 0.247 | 383    | 740  | 183  | 42    | 1     | 21   | 94   | 83   | 2    | 6         | 82    | 191  | 16     | 6      | 0.321  | 0.392  |                                     |